# Mikhail Lyubich
Mikhail Lyubich (en russe : Михаил Юрьевич Любич ; né le 25 février 1959 à Kharkiv) est un mathématicien russo-américain d'origine ukrainienne qui travaille en théorie des systèmes dynamiques .

## Biographie
Mikhail Lyubich est fils de Yuri Ilyich Lyubitsch, lui-même professeur de mathématiques à l'université de Kharkiv. Il étudie à l'université de Kharkiv de 1975 à 1980 (avec un diplôme en entropie des fonctions rationnelles) ; il doit aller de 1984 à 1989 à l'université de Tachkent, à cause de l'antisémitisme politique en éducation dans l'ex-union soviétique pour préparer son doctorat  sur la dynamique des fonctions rationnelles et de leurs invariants. En 1989, il quitte l'Union soviétique avec sa famille et rejoint l'université d'État de New York à Stony Brook (SUNY) sur invitation de John Milnor. Il y est devenu professeur assistant en 1990 et plus tard professeur. De 2002 à 2008, il est également professeur à l'université de Toronto (sur une chaire de recherche du Canada). Depuis 2007, il est directeur de l'Institut des sciences mathématiques (IMS) de SUNY.

## Recherche
Il travaillait déjà en Union soviétique pour sa thèse sur la dynamique d'une variable complexe, en particulier la théorie ergodique et la stabilité des fonctions dans le cas des fonctions rationnelles. Il a prouvé l'existence d'une mesure pour l'entropie maximale d'une application rationnelle (la mesure de Lyubich).
À la fin des années 1990, Lyubich a prouvé l'universalité des cascades de doublement de période des fonctions quadratiques de l'intervalle unitaire, un phénomène  découvert par Mitchell Feigenbaum, Pierre Coullet et Tresser à la fin des années 1970 de manière analytique (une « démonstration informatique » existait depuis 1982 par Oscar Lanford). Plus précisément, Lyubich a prouvé l'existence d'un point fixe hyperbolique de la transformation du groupe de renormalisation associée, supposée par Feigenbaum, non seulement pour le doublement de période, mais en général pour les opérateurs de renormalisation de type borné. Des preuves rigoureuses dans le cadre de la théorie des groupes de renormalisation de Feigenbaum avaient déjà été fournies par Dennis Sullivan et Curtis McMullen et Lyubich a en quelque sorte ajouté la clé de voûte. De plus, Lyubich a démontré l'auto-similarité au voisinage de certains points de l'ensemble de Mandelbrot (conjecturée par Milnor).
Lyubich a montré, à la fin des années 1990, que dans la classe des applications par des fonctions réelles quadratiques, l'hyperbolicité est densément distribuée (ce qui a également été prouvé indépendamment par Grzegorz Swiatek et J. Graczyk), une conjecture longtemps ouverte. En 1998, il a prouvé que presque toutes les applications réelles quadratiques sont régulières (elles possèdent un cycle limite) ou stochastiques (il existe une mesure invariante absolument continue).
Avec Jeremy Kahn, il travaille sur un programme de démonstration que  l'ensemble de Mandelbrot est localement connexe (une conjecture ouverte en dynamique complexe).

## Publications
- « Feigenbaum-Coullet-Tresser Universality and Milnor's Hairiness Conjecture », Annals of Mathematics, vol. 149,‎ 1999, p. 319–420.
- « Almost every quadratic map is either regular or stochastic », Annals of Mathematics, vol. 156,‎ 2002, p. 1–78.
- « Dynamics of quadratic polynomials, I-II », Acta Mathematica, vol. 178,‎ 1997, p. 185–297.
- « Dynamics of quadratic polynomials, III : parapuzzle and SBR measures », Asterisque, vol. 261,‎ 2000, p. 173–200 (lire en ligne) — Colloque en l'honneur d'Adrien Douady.
- avec Michael Yampolski, « Dynamics of quadratic polynomials: complex bounds for real maps », Annales Institut Fourier, vol. 47,‎ 1997, p. 1219–1255.
- « Combinatorics, geometry and attractors of quasi-quadratic maps », Annals of Mathematics, vol. 140,‎ 1994, p. 347–404.
- avec Artur Avila et Welington de Melo, « Regular or stochastic dynamics in real analytic families of unimodal maps », Inventiones Mathematicae, vol. 154,‎ 2003, p. 451–550.
- « Regular and stochastic dynamics in the real quadratic family », Proc. Natl. Acad. Sci. USA, vol. 95,‎ 1998, p. 14025–14027 (lire en ligne)
- « The quadratic family as a qualitatively solvable model of chaos », Notices of the American Math. Society,‎ octobre 2000 (lire en ligne)
- « The measure of maximal entropy of a rational endomorphism of the Riemann sphere », Functional Analysis and its Applications, vol. 16,‎ 1982, p. 78–79
- « The dynamics of rational transforms: the topological picture », Russian Mathematical Surveys, vol. 41,‎ 1986, p. 43117

## Prix et distinctions
- 1991 : Sloan Research Fellow
- 1994 : Conférencier invité au Congrès international des mathématiciens à Zurich (On the borderline of real and complex dynamics)
- 1987 : Prix de la Société mathématique de Leningrad
- 2002 : Guggenheim Fellow
- 2010 : Prix Jeffery-Williams[6]
- Depuis 2012 : Membre de l'American Mathematical Society[7]
- 2014 : Conférencier plénier au Congrès international des mathématiciens à Séoul (Analytic Low-Dimensional Dynamics: from dimension one to two)
- 2019 : Élu à l'Académie américaine des arts et des sciences[8]
- Depuis 2022 : Membre de l'Académie nationale des sciences[9]